# Portonovo (Galizia)
Portonovo è un villaggio di pescatori e un centro turistico che costituisce il nucleo urbano principale del comune di Sanxenxo. Appartiene alla parrocchia di Adina. Situato nel Ria de Pontevedra, il suo clima è freddo e piovoso in inverno e caldo e soleggiato in estate.
Questo favorisce il turismo, che oggi è la principale risorsa della città, e che porta ad un considerevole aumento della popolazione in estate. Tre spiagge si trovano lungo la costa: la spiaggia di Portonovo (nota anche come spiaggia di Baltar), la spiaggia Caneliñas e la spiaggia de Canelas.
A Portonovo prospera anche la vita notturna durante il fine settimana e durante i periodi di vacanza. Il paese ha molti caffè, pub e locali notturni.